# Cognat-Lyonne

Cognat-Lyonne este o comună în departamentul Allier din centrul Franței. În 1 ianuarie 2022 avea o populație de 707 de locuitori.